# John Crittenden Duval
Pour les articles homonymes, voir Crittenden et Duval.
John Crittenden Duval (1816-1897) est un écrivain américain, considéré comme le premier écrivain du Texas et le père de la littérature texane selon J. Frank Dobie. Son ouvrage Early Times in Texas a été publié à partir de 1867 dans le journal Burke's Weekly (Macon (Géorgie)) puis sous la forme d'un livre en 1892. Celui-ci raconte la fuite de Duval pendant le Massacre de Goliad.